# NGC 3157
NGC 3157 é uma galáxia espiral barrada (SBc) localizada na direcção da constelação de Antlia. Possui uma declinação de -31° 38' 34" e uma ascensão recta de 10 horas, 11 minutos e 42,4 segundos.
A galáxia NGC 3157 foi descoberta em 28 de Janeiro de 1835 por John Herschel.